# Mario Pilo
Mario Pilo (Pallanza, 24 gennaio 1859 – Mantova, 24 gennaio 1920) è stato uno psicologo, filosofo e critico d'arte italiano professore di scienze naturali in numerosi licei.

## Biografia
Mario Pilo insegnò in numerosi licei italiani, Taranto, Chieti, Belluno, Sessa Aurunca  e Rovigo, concludendo la carriera d'insegnante al Liceo classico Virgilio di Mantova dove arrivò nel 1913. Nella stessa città virgiliana morì nel gennaio 1920. Altresì presso l'Università di Bologna esercitò la libera docenza di estetica dal 1900 al 1902. Collaborò con varie riviste tra le quali Idea liberale, Rivista di Filosofia scientifica, Critica sociale, Nuova Antologia, Pensiero italiano.
Mario Pilo sposò Giuseppina Levi (1865-1936), meglio nota con lo pseudonimo di Ginevra Speraz, figlia della scrittrice Beatrice Speraz  nota con lo pseudonimo di Bruno Sperani. La vedova avrebbe poi, dal 1920 al 1936, donato materiale documentario e librario che costituiscono il Fondo Mario Pilo  presso la Biblioteca Comunale Teresiana di Mantova.

## Opere
- Classificazione naturale dei fenomeni psichici (Milano, 1892)
- Le gerarchie estetiche (Milano 1891)
- L'analisi estetica. Saggi sulla psicologia del bello (Milano, 1890)
- Nuovi dati sull'estetica del fanciullo (Milano, 1894)
- L'estetica naturalistica francese Eugène Veron (Milano, 1895)
- Psicologia musicale (Milano, 1903)